# Liste der Monuments historiques in Lautenbach
Die Liste der Monuments historiques in Lautenbach führt die Monuments historiques in der französischen Gemeinde Lautenbach auf.

## Liste der Bauwerke
| Bezeichnung                          | Beschreibung | Standort                     | Kennzeichnung | Schutzstatus | Datum | Bild           |
| ------------------------------------ | --- | ---------------------------- | ------------- | ------------ | ----- | -------------- |
| Konventsgebäude der Abtei Lautenbach | heute Mairie; ehemaliger Kreuzgang, 1517 und 19. Jahrhundert | 19, 51 rue Principale (Lage) | PA00085765    | Classé       | 1994  | weitere Bilder |
| Kirche St-Jean-Baptiste              | ehemalige Stiftskirche der Abtei Lautenbach; Haupt- und Querschiff vom Anfang des 12. Jahrhunderts, Westwerk mit dreischiffigem Paradies zwischen 1145 und 1155, Chor aus der zweiten Hälfte des 13. Jahrhunderts, Turm nach 1457 | Rue Edmond Gerrer (Lage)     | PA00085503    | Classé       | 1898  | weitere Bilder |

## Liste der Objekte
| Bezeichnung                                                      | Beschreibung | Standort                              | Kennzeichnung | Schutzstatus | Datum     | Bild           |
| ---------------------------------------------------------------- | --- | ------------------------------------- | ------------- | ------------ | --------- | -------------- |
| Pietà                                                            | Holz, farbig gefasst und vergoldet, 1696 | in der Kirche St-Jean-Baptiste (Lage) | PM68000215    | Classé       | 1971      |                |
| Gemälde Madonna mit Kind, heiliger Michael und heiliger Gangolph | ehemaliges Altarblatt; Ölfarbe auf Holz, 15. Jahrhundert | in der Kirche St-Jean-Baptiste (Lage) | PM68000209    | Classé       | 1971      |                |
| Hauptaltar                                                       | Altartisch, Tabernakel, Altarkreuz, Baldachin und drei Skulpturen; Holz, farbg gefasst, versilbert und vergoldet, 1706                                                     | in der Kirche St-Jean-Baptiste (Lage) | PM68000216    | Classé       | 1971      | weitere Bilder |
| Kanzel                                                           | Eichen- und Lindenholz, 1717 | in der Kirche St-Jean-Baptiste (Lage) | PM68000217    | Classé       | 1971      | weitere Bilder |
| Hauptaltar                                                       | Altartisch, Retabel, Pietà und drei Skulpturen; Holz, farbig gefasst und vergoldet, 18. Jahrhundert                                                                        | in der Friedhofskapelle (Lage)        | PM68000207    | Classé       | 1976      |                |
| Skulpturengruppe Heilige Sippe                                   | Holz, farbig gefasst und vergoldet, 15. Jahrhundert; in Nische aus dem 18. Jahrhundert                                                                                     | in der Kirche St-Jean-Baptiste (Lage) | PM68000211    | Classé       | 1971      |                |
| Flachrelief Heiliger Wendelinus                                  | Holz, farbig gefasst und vergoldet, Anfang des 16. Jahrhunderts | in der Kirche St-Jean-Baptiste (Lage) | PM68000214    | Classé       | 1971      |                |
| Kreuzabnahmealtar                                                | Seitenaltar; Altartisch, Retabel, zwei Skulpturen und zwei Gemälde; Holz, farbig gefasst und vergoldet, sowie Ölfarbe auf Leinwand, 1726, ein Gemälde nach Charles Le Brun | in der Kirche St-Jean-Baptiste (Lage) | PM68000219    | Classé       | 1971      | weitere Bilder |
| Orgel                                                            | Ensemble aus PM68000221 und PM68000222 | in der Kirche St-Jean-Baptiste (Lage) | PM68000895    | Classé       | 1976 1982 | weitere Bilder |
| Orgelprospekt                                                    | 1771/72 von Jean-Pierre Toussaint gebaut | in der Kirche St-Jean-Baptiste (Lage) | PM68000221    | Classé       | 1976      | weitere Bilder |
| Instrumentalteil der Orgel                                       | 1771/72 von Jean-Pierre Toussaint gebaut | in der Kirche St-Jean-Baptiste (Lage) | PM68000222    | Classé       | 1972      | weitere Bilder |
| Skulptur Madonna mit Kind                                        | Prozessionsfigur; Holz, farbig gefasst und vergoldet, Ende des 15. Jahrhunderts                                                                                            | in der Kirche St-Jean-Baptiste (Lage) | PM68000208    | Classé       | 1971      | weitere Bilder |
| Kruzifix                                                         | Holz, farbig gefasst, 1491 | in der Kirche St-Jean-Baptiste (Lage) | PM68000210    | Classé       | 1971      | weitere Bilder |
| Chorgestühl                                                      | Holz, Mitte des 15. Jahrhunderts, im 19. Jahrhundert verändert | in der Kirche St-Jean-Baptiste (Lage) | PM68000212    | Classé       | 1971      | weitere Bilder |
| Kirchengestühl                                                   | im Querschiff; Holz, Mitte 15. Jahrhundert | in der Kirche St-Jean-Baptiste (Lage) | PM68000213    | Classé       | 1971      |                |
| Rosenkranzaltar                                                  | Seitenaltar; Altartisch, Tabernakel, Retabel und sechs Skulpturen; Holz, farbig gefasst und vergoldet, 1718                                                                | in der Kirche St-Jean-Baptiste (Lage) | PM68000218    | Classé       | 1971      | weitere Bilder |
| Heilig-Blut-Altar                                                | Seitenaltar; Altartisch, Retabel und Kreuzigungsgruppe; Holz, farbig gefasst und vergoldet, 1719                                                                           | in der Kirche St-Jean-Baptiste (Lage) | PM68000220    | Classé       | 1971      | weitere Bilder |